# Wanfried
Wanfried is een gemeente in de Duitse deelstaat Hessen, en maakt deel uit van de Werra-Meißner-Kreis.
Wanfried telt 4.190 inwoners.

Toeristische punten
Wanfried heeft zijn eigen zwembad, speelplaats, Kneipp pad (blote voeten pad aan de Werra), verschillende restaurants, hotels en een camperplaats. Ook zijn er verschillende supermarkten, bakkers en een boekwinkel. Ook zijn er verschillende wandelroutes en een uitkijktoren waarmee je over Wanfried kunt kijken.
Bad Sooden-Allendorf · Berkatal · Eschwege · Großalmerode · Herleshausen · Hessisch Lichtenau · Meinhard · Meißner · Neu-Eichenberg · Ringgau · Sontra · Waldkappel · Wanfried · Wehretal · Weißenborn · Witzenhausen